# Xã Sugar Ridge, Quận Clay, Indiana
Xã Sugar Ridge (tiếng Anh: Sugar Ridge Township) là một xã thuộc quận Clay, tiểu bang Indiana, Hoa Kỳ. Năm 2010, dân số của xã này là 939 người.